# Pereiras-Gare
Pereiras-Gare é uma povoação portuguesa do Município de Odemira que foi sede da extinta Freguesia de Pereiras-Gare, freguesia que tinha 64,68 km² de área e 271 habitantes (2011), e, por isso, uma densidade populacional de 4,2 hab/km².
A Freguesia de Pereiras-Gare foi estinta em 2013 tendo sido anexada à Freguesia de Santa Clara-a-Velha.
A povoação de Pereiras-Gare desenvolveu-se e deve o seu nome à existência do Apeadeiro de Pereiras entretanto desativado. Dispõe de escola EB1.

## População
| 1991 | 2001 | 2011 |
| 501  | 373  | 271  |

Freguesia criada pela Lei n.º 84/85,  de 4 de Outubro, com lugares desanexados da freguesia de Odemira

## Património
- Igreja de Pereiras-gare